# Евтич, Дарко
Да́рко Е́втич (нем. Darko Jevtić; род. 8 февраля 1993, Базель) — швейцарский футболист, полузащитник.

## Клубная карьера

### «Базель»
Воспитанник «Базеля», за юношеские и молодёжные команды которого он играл до 2012 года, в 2006 году играл за «Конкордию». В составе юношеских команд «Базеля» выигрывал чемпионат Швейцарии в 2008 и 2009, участвовал в NextGen Series 2011/2012. В 2012 году подписал первый профессиональный контракт. В чемпионате Швейцарии дебютировал 28 июля 2012 года: в матче с «Грассхоппером» вышел на замену на 84-й минуте вместо Давида Дегена. Всего в чемпионате, в котором «Базель» стал чемпионом страны, провёл две встречи.
В новом сезоне главный тренер Мурат Якин не видел полузащитника в основном составе. В итоге 2 сентября 2013 года Евтич отправился в аренду до конца сезона в австрийский «Ваккер».

### «Ваккер»
14 сентября 2013 года Роланд Кирхлер на 63-й минуте матча впервые выпустил Евтича на поле в матче австрийской бундеслиги с «Рапидом». Первый мяч в Австрии Евтич забил 12 апреля 2014 года в ворота «Рида» (2:1). Всего принял участие в 19 играх и три мяча. По итогам сезона «Ваккер» занял последнее 10-е место в турнирной таблице, а Евтич вернулся в «Базель».

### «Лех»
Перед началом сезона 2014/15 отправился в годичную аренду в польский «Лех» и практически сразу стал основным звеном в тактических построениях главного тренера команды. Дебютировал в польской лиге 20 июля в матче с «Пястом», когда на 77-й минуте заменил Кароля Линетты. 20 сентября забил первые мячи за «Лех», оформив дубль в матче с «Завишей» (6:2).
В январе 2015 года «Лех» воспользовался условиями арендного соглашения и оформил полноценный трансфер. Отыграл в познанском клубе шесть сезонов, завоевав за это время титул чемпиона и два суперкубка страны, а также выйдя вместе с командой в финал Кубка Польши три сезона подряд. В общей сложности сыграл за «Лех» в 191 матче в чемпионате, кубке и еврокубках, в которых забил 37 мячей.

### «Рубин»
20 января 2020 года подписал контракт на 4,5 года с казанским «Рубином». 1 марта дебютировал в российской премьер-лиге в матче с «Тамбовом» — вышел в стартовом составе и на 68-й минуте был заменён на Солтмурада Бакаева. Первый свой гол за казанский клуб забил в ворота «Зенита»
Получил травму крестообразной связки в 2022 году и не играл год и девять месяцев — вернулся на поле 8 апреля 2024 года в матче с «Оренбургом» (0:3) . 31 мая 2024 года покинул клуб из-за окончания контракта.

## Карьера в сборной
Выступал за юниорские и молодёжные сборные Швейцарии различных возрастов.
В ноябре 2011 года в составе сборной до 19 лет принимал участие в кваливикационном раунде к чемпионату Европы. Сыграл 3 игры, в которых забил один мяч в ворота сборной Казахстана.
Выступал в молодёжной сборной в отборе к молодёжному чемпионату Европы. Принял участие во всех 8 встречах, забив 5 мячей.

## Достижения
«Базель»
- Чемпион Швейцарии: 2012/13
- Финалист Кубка Швейцарии: 2012/13
- Обладатель Кубка часов: 2013

«Лех»
- Чемпион Польши: 2014/15
- Финалист Кубка Польши: 2014/15, 2015/16, 2017/16
- Обладатель Суперкубка Польши: 2016, 2017

## Статистика выступлений

### Клубная статистика
| Выступление      | Выступление      | Выступление      | Лига | Лига | Кубки | Кубки | Конт.кубки | Конт.кубки | Итого | Итого |
| Клуб             | Лига             | Сезон            | Игры | Голы | Игры  | Голы  | Игры       | Голы       | Игры  | Голы  |
| ---------------- | ---------------- | ---------------- | ---- | ---- | ----- | ----- | ---------- | ---------- | ----- | ----- |
| Базель           | Суперлига        | 2012/13          | 2    | 0    | 1     | 0     | 0          | 0          | 3     | 0     |
| Базель           | Суперлига        | 2013/14          | 0    | 0    | 1     | 0     | 0          | 0          | 1     | 0     |
| Базель           | Итого            | Итого            | 2    | 0    | 2     | 0     | 0          | 0          | 4     | 0     |
| → Ваккер         | Бундеслига       | 2013/14          | 19   | 3    | 1     | 0     | 0          | 0          | 20    | 3     |
| → Ваккер         | Итого            | Итого            | 19   | 3    | 1     | 0     | 0          | 0          | 20    | 3     |
| Лех              | Экстракласса     | 2014/15          | 29   | 7    | 4     | 0     | 4          | 0          | 37    | 7     |
| Лех              | Экстракласса     | 2015/16          | 26   | 4    | 5     | 0     | 5          | 0          | 36    | 4     |
| Лех              | Экстракласса     | 2016/17          | 31   | 8    | 7     | 1     | —          | —          | 38    | 9     |
| Лех              | Экстракласса     | 2017/18          | 24   | 5    | 0     | 0     | 4          | 3          | 28    | 8     |
| Лех              | Экстракласса     | 2018/19          | 26   | 3    | 0     | 0     | 6          | 0          | 32    | 3     |
| Лех              | Экстракласса     | 2019/20          | 19   | 6    | 1     | 0     | 0          | 0          | 20    | 6     |
| Лех              | Итого            | Итого            | 155  | 33   | 17    | 1     | 19         | 3          | 191   | 37    |
| Рубин            | РПЛ              | 2019/20          | 10   | 0    | 0     | 0     | —          | —          | 10    | 0     |
| Рубин            | РПЛ              | 2020/21          | 25   | 3    | 2     | 0     | —          | —          | 27    | 3     |
| Рубин            | РПЛ              | 2021/22          | 6    | 1    | 0     | 0     | 2          | 0          | 8     | 1     |
| Рубин            | РПЛ              | 2023/24          | 2    | 0    | 0     | 0     | —          | —          | 2     | 0     |
| Рубин            | Итого            | Итого            | 43   | 4    | 2     | 0     | 2          | 0          | 47    | 4     |
| → АЕК            | Суперлига        | 2021/22          | 16   | 0    | 3     | 0     | —          | —          | 19    | 0     |
| → АЕК            | Итого            | Итого            | 16   | 0    | 3     | 0     | 0          | 0          | 19    | 0     |
| Всего за карьеру | Всего за карьеру | Всего за карьеру | 235  | 40   | 25    | 1     | 21         | 3          | 281   | 44    |